# Niederried bei Kallnach
Niederried bei Kallnach är en ort och tidigare kommun i kantonen Bern i Schweiz.
Sedan den 1 januari 2013 ligger orten i Kallnach kommun.